# الإسلام في ليتوانيا
الإسلام في ليتوانيا يعد أول دخول للدين الإسلامي في ليتوانيا في سنة 1393.
وتعود أصول معظم المسلمين إلى التتار ومعظمهم أتى من شبه جزيرة القرم وآخرون أتوا من دول إسلامية مجاورة في الحقبة الشيوعية مثل جمهورية تتارستان ودولة بشكيريا أوفا وقد استوطنوا في ليتوانيا.
وبلغ عدد المسلمين أكثر من 3,000 نسمة عام 2001 (أي ما يعادل 0.1% من عدد السكان الإجمالي).

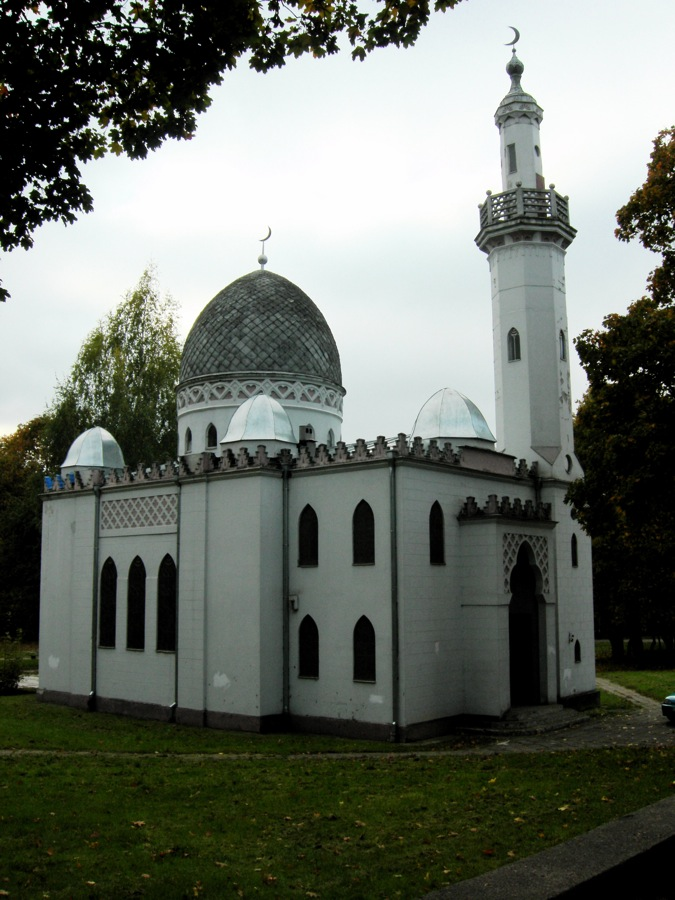
مسجد كاوناس.

## لمحة تاريخية لليتوانيا
إن التتار الليتوانيين بكونهم مهاجرين من الخانيات والقبائل القرمية، كان لديهم الاختيار إما أن يهاجروا عائدين إلى أوطانهم، أو يحاولوا أن يستقروا وينشروا الإسلام على أرض ليتوانيا؛ ولكنهم لم يختاروا أيًّا منهما! وقد كان هناك دومًا احتمال آخر، إن لم يكن اختيارًا، وهو الاندماج والتبنّي الثقافي، وكما أشار (ماريك دْزيكان) الباحث في جامعة وارسو بحق أن التتار البولنديين -وكذلك التتار الليتوانيون كامتداد لهم- تحملوا الاندماج الثقافي مع أنهم قاوموا الذوبان بنجاح، وبقوا -اسميًّا- مسلمين زهاء ستمائة سنة خلال إقامتهم في ليتوانيا وبولندا، حيث كان التحول إلى النصرانية في التتار الليتوانيين نادرًا، ومع ذلك -كما سنرى فيما بعد- فإنهم تخلوا عن العديد من الممارسات الإسلامية، وقد ظهرت منهم وبشكل واضح ممارسات غير إسلامية؛ بل ممارسات مخالفة للإسلام.
لقد بدأ التتار الاستيطان في ليتوانيا في الوقت الذي تحولت فيه إسبانيا إلى النصرانية، وفي الوقت الذي لم يتصل سكان البلقان بالتقدم العثماني بعد، بدأت عملية هجرة المسلمين من أصل تركي -نعني هنا وبشكل عام التتار- إلى ما كان يعرف في ذلك الوقت بدوقية ليتوانيا الكبرى في أوائل القرن الرابع عشر، واستمرت حتى نهاية القرن الخامس عشر تقريبًا، وبعد ذلك بزمن، ومن حين إلى آخر كان المسلمون الليتوانيون يتنقلون بين دوقية ليتوانيا الكبرى وبين الدولة العثمانية، لقد كان هناك ثلاثة أقسام للمهاجرين المسلمين إلى ليتوانيا:
الأول: المهاجرون السياسيون من الخانيات والقبائل التترية، وكان هؤلاء من أوائل المسلمين الذين ظهروا في ليتوانيا؛ وإن كان بعضهم قد عاد إلى أوطانهم فيما بعد، فإن أغلبهم بقوا واستقروا.
الثاني: الجنود المسلمون الذين اتخذهم «فيتاوتاس» الدوق الأكبر لليتوانيا لحمايته الشخصية في نهاية القرن الرابع عشر وبداية القرن الخامس عشر.
الثالث: أسرى الحرب الذين أسروا خلال الحروب بين دوقات ليتوانيا وبين أعدائهم المسلمين في أقصى الحدود الشرقية لدوقية ليتوانيا الكبرى، والجدير بالملاحظة أن التتار استقروا فقط في المناطق الشرقية من ليتوانيا، وأغلبهم كان في العاصمة فيلنيوس وما حولها، حيث إن بعض هذه المستوطنات لا تزال تحمل أسماء ذات أصول تركية.

## دخول الإسلام إلى ليتوانيا
إن وضع المسلمين منذ بداية هجرتهم إلى ليتوانيا يتسم بطبيعة غريبة وظاهرة نادرة بالنسبة إلى تاريخ العلاقات الإسلامية-النصرانية ووجود الإسلام في أوروبا.
أولاً: إن قدوم الإسلام إلى ليتوانيا -وبعض المناطق في بولندا وروسيا البيضاء التي حكمها في ذلك الوقت دوق ليتوانيا- يختلف بشكل واضح مع وصول المسلمين إلى جنوب وجنوب شرقي أوروبا، حيث إن وصول المسلمين إلى جنوب وجنوب شرقي أوروبا جاء مع القتال وفرض حكمهم، بينما رُحِّب بالمسلمين لدى وصولهم إلى ليتوانيا وأهّل بهم؛ حيث استقروا بسلام في أراض يحكمها غير المسلمين.
إن ممتلكات الأندلس والدولة العثمانية في أوروبا تعتبَر -ولو اسميًّا في بعض الأحيان- دارَ الإسلام؛ ولكن ليتوانيا على العكس من ذلك بقيت دائمًا دار حرب، وعلى الرغم من أن المسلمين كانوا يشكلون في الحقيقة جالية قليلة العدد في ليتوانيا، فإنهم تمتعوا في كثير من الأحيان بالحقوق والحريات التي تمتع بها المواطن النصراني، وعند وصول كبار التتار إلى ليتوانيا كانوا يُمْنَحون درجة النبلاء وأراضٍ لتصبح ملكهم الشخصي، وقد كانت علاقتهم كل التتار الليتوانيين مباشرة مع الأسرة المالكة.
ثانيًا: إن المسلمين في ليتوانيا لم يجبروا قط لا على ترك دينهم عن طريق تغييره، ولا عن طريق وضع العوائق في طريق ممارساتهم لدينهم (مثل حظر، أو تحريم، أو قرارات عزل.. إلخ)، وقد كان يسمح للمسلمين في الدولة الليتوانية أن يطبقوا كل واجباتهم الدينية علنًا، وقد أنشأ المسلمون التتار عددًا من المساجد لأداء الشعائر الدينية، ويعتقد أن أول مسجد أقيم هناك كان قد بني في نهاية القرن الرابع عشر أو في بداية القرن الخامس عشر، وبما أن هذه المساجد كانت مصنوعة من الخشب فإنه لم يفلت واحد منها من الاحتراق في زمن دوقية ليتوانيا الكبرى، (وذلك في الفترة ما بين القرن السادس عشر والثامن عشر)، ربما كان هناك 24 مسجدًا؛ ولكن في بداية القرن العشرين بقي حوالي ستة مساجد فقط على أرض جمهورية ليتوانيا الحالية، وقد أغلقت هذه المساجد كلها خلال فترة الحكم السوفييتي، وقد بُدئَ بإصلاحها مرة أخرى، وفتحت منذ بداية التسعينيات من القرن الماضي.
إن معظم هذه المساجد التي بقيت في ليتوانيا هذه الأيام كانت قد شيدت في القرن التاسع عشر، وبما أن أغلبية التتار الليتوانيين عاشوا في المناطق الريفية؛ فإن المساجد في القرى أكثر منها في المدن.
يوجد حاليًّا أربعة مساجد مفتوحة في ليتوانيا: أحدها في مدينة كاوناس، والثاني في قرية نيميسز (القريبة من العاصمة فيلنيوس)، والثالث في كِتورْياسْدِسيمْتيز توتورْيو، والرابع في رايطياي. وأما في فيلْنيوس فليس فيها أي مسجد، وتقام التجمعات في مركز جالية التتار الليتوانيين.
عُرف عن المسلمين الليتوانيين أنهم يقاومون أي سلطة دينية خارجية، وقد اكتفوا دينيًّا حتى القرن التاسع عشر؛ حيث أجبرتهم الحكومة الروسية التي حكمت ليتوانيا خلال القرن 19 بقبول سلطة مفتي القرم؛ ولكنهم من الناحية العملية لم يتبعوا قيادته قط.
وفي فترة ما بين الحربين في بولندا، كانت أغلبية المسلمين الليتوانيين يعيشون في الجمهورية البولندية؛ (حيث امتدت رقعة الحكم إلى منطقة العاصمة الليتوانية فيلنيوس)، وكان لديهم (مراكز الإفتاء) الخاصة بهم، وقد استطاع المسلمون الليتوانيون أن يبقوا خلال الحقبة السوفييتية غير المرغوب فيها، ومنذ استقلال ليتوانيا في التسعينيات بدءوا بالظهور مرة أخرى كجالية دينية، وقد أعادوا تأسيس مراكز الإفتاء عام 1998.

## لغتهم وتطورها
كان التتار الليتوانيون في الأصل يتكلمون لغتهم الأم، وهي إحدى لهجات الترك، ولكن في بداية القرن السابع عشر كان معظمهم يتكلمون فيما بينهم باللغة البولندية واللغة البلوروسية (لغة روسيا البيضاء)، وأما معرفة اللغة العربية واللغات «الإسلامية» فقد كانت قليلة بينهم، وبينما معظمهم يميزون الأحرف العربية، فإنهم يقرءون القرآن دون معرفة معاني ما يقرءونه أو يرتلونه، وقد ظهرت ترجمات القرآن الكريم باللغة الروسية والبولندية فقط في القرن التاسع عشر، ولا يبدو أن المسلمين الليتوانيين يهتمون بالأمور الدينية؛ حيث إن ثقافتهم الدينية حصرت نفسها في تعلم قراءة القرآن، وحفظ بعض الأذكار وأجزاء من القرآن، وأما الشروح والأذكار عادة ما تكون مكتوبة بالعربية البسيطة، أو باللغة البولندية، أو البلوروسية، ولكن بأحرف عربية محورة.
وأما العلماء «الملا» فإنهم يختارون من أعضاء الجالية، ولم يكن هناك مؤسسات ثقافية دينية (مدارس)، ولم يكن هناك معلومات عن العلماء المسلمين الليتوانيين الذين قد تخرجوا من معاهد إسلامية عليا حتى العشرينيات من القرن الماضي (1920)، وبسبب انعدام العلماء بين المسلمين الليتوانيين فإن عادة الدراسة الدينية لم تتطور عندهم.

## اعتقاداتهم وممارساتهم الثقافية والدينية
لقد حافظ المسلمون منذ استقرارهم في ليتوانيا على أن تكون لهم مقبرة خاصة بهم، وقد كان الموتى يدفنون على الطريقة الإسلامية مع وضع حجر فقط كعلامة على القبر؛ ولكن بسبب تأثير جيرانهم النصارى، بدأ التتار الليتوانيين ببناء الأضرحة والكتابة عليها إما بالحرف العربي أو البولندي أو الروسي، إن هذه الممارسة غير الإسلامية ليست هي الوحيدة من نوعها؛ بل بدءوا بإشعال الشموع، والدعاء، وتناول الطعام جماعيًّا في المقابر؛ وهذه الأعمال غير مشروعة في الإسلام.
وأما بالنسبة إلى الصيام خلال شهر رمضان فقد اشتهر أن المسلمين الليتوانيين يصومون بعض أيام رمضان وليس ثلاثين يومًا، كما هو مفروض في الإسلام، والمسلمون السُّنَّة -أيضًا- يحتفلون بعيد عاشوراء، وهو عيد يحتفل به الشيعة كذلك، وهو ذكرى مأساة كربلاء عام 680 م، عندما استشهد الإمام الثالث عند الشيعة الحسين بن علي.
وهناك خرافة عند مسلمي ليتوانيا مرتبطة بهذه المناسبة [كربلاء] تحرِّف الحوادث التاريخية، وهي أن فاطمة بنت النبي محمد يعتقد أنها كانت تنتظر ابنيها -الحسن والحسين- عندما علمت بموتهما فسقطت في الحزن. وتاريخيًّا فإن فاطمة ماتت قبل موت ابنيها، وهذا مثال واحد يُشير إلى أن المسلمين الليتوانيين غير ضليعين في التاريخ والدين الإسلامي.
إن التتار الليتوانيين -مع كونهم أنهم حافظوا اسميًّا على هويتهم الإسلامية- من الناحية العملية كانوا أقل تدينًا بكثير مما يتوقَع من المسلمين، والتتار الليتوانيون لم يلتزموا بتعاليم الإسلام بالإضافة إلى أشياء أخرى، وهذا واضح من أقوال المفتي في مجلة «الليتوانيون التتار» الشهرية، ففي كثير من الأحيان، كان المفتي غاضبًا على بعض الممارسات غير الإسلامية لأتباعه؛ فمثلاً كان المفتي قد حذر من إضاءة الشموع في المساجد والمقابر؛ لأن ذلك عمل غير إسلامي.
بينما في فيلنيوس على سبيل المثال، فإن المفتي -وهو شاب عمره 28 سنة ومتخرج من جامعة تركية- لم يتقن العربية بعد، وينقصه العلم بتعاليم الإسلام، بالإضافة إلى ذلك وعلى الرغم من أن مراكز الإفتاء مسجلة عند الدولة، فإنها لا تبدو منخرطة في نشاطات إسلامية طويلة المدى؛ حيث إن الوظيفة الرئيسية للمفتي هي سد الحاجات الدينية وإجابة الأسئلة وإصدار فتاوى، وللأسف فإن المسلمين الليتوانيين لا يسألون عن الفتاوى، وبهذه الطريقة فإن المفتي لا يحتاج إليه عمليًّا، وقد أصبح المفتي عبارة عن ملبٍّ للحاجات ومشرفًا على الأمور التقنية في المساجد مثل إصلاح ترشح في سقف المسجد، أو حل مشكلة التدفئة فيه، وما شابهها من الأمور.
وإلى جانب المفتي في فيلنيوس، هناك تتري ليتواني آخر حصل على ثقافة إسلامية، وهو الإمام الحالي لمسجد كاوناس وهو في العشرينيات من عمره، وقد تخرج من كلية إسلامية في لبنان، ويعتبر حاليًّا أحد الأئمة الثلاثة العاملين في ليتوانيا، بالإضافة إلى الإمام التركي في فيلنيوس، وآخر تتري عجوز في رايزياي.
أما في قرية نميزيس وكِتورْياسْدِسيمْتيز توتورْيو فإن المفتي هو الإمام نفسه، ورسميًّا هناك إمام للجالية الإسلامية في كلابيدا (43 عضوًا مسجلاً) أيضًا؛ ولكنه يسكن في فيلنيوس، وهو من التتار الروس وهو بشكل واضح ليس لديه ثقافة إسلامية؛ لذلك فإن الجالية الإسلامية في ليتوانيا من الناحية العلمية -مع أن لهم قيادة اسمية- تفتقر إلى العلماء ذوي العلم اللازم والتجربة ليتولوا هدايتهم في حياتهم الدينية.

## مسألة اختلاف الأعراق والتعامل معها
إن دراسة الجاليات المسلمة في أنحاء أوروبا تبين -وبشكل عام- أن المسلمين في البلدان الأوربية يقفون عند الحدود العرقية؛ فمثلاً الجزائريون يميلون إلى المحافظة على فصل المساجد والجمعيات الدينية عن غيرهم، وكذلك الأمر بالنسبة إلى الأتراك، والسنغاليين، والباكستانيين وغيرهم، ويؤدي هذا إلى حدوث العديد من المشاكل؛ منها تمثيل القيادة الإسلامية عند الدولة التي يقيمون فيها.
بالنسبة إلى ليتوانيا فإن الوضع هنا مختلف عن بلدان الاتحاد الأوربي، (ويشبه نوعًا ما بلدان أوروبا الشرقية)؛ فالحكومة تعترف بالإسلام كواحد من الأديان التسعة التقليدية، التي تحافظ عليها الدولة بنفسها، وإن مثل هذا التصرف من الحكومة تُقدَّر عليه.
وعلى أية حال، فإن حكومة ليتوانيا تعترف فقط بالإسلام «الليتواني»، الذي هو نسخة عن الإسلام الذي يدين به المسلمون التتار الليتوانيون، والموصوف بشكل رسمي بالإسلام السني؛ ولهذا اضطر المسلمون الليتوانيون عند تسجيل مراكز إفتائهم (مفتياتهم) في وزارة العدل عام 1998 أن يضعوا كلمة «سني» في اسم منظمتهم الدينية، فأصبحت كما يلي: «المركز الروحي للمسلمين الليتوانيين السُّنة»، وكما بيَّن «أسانافيكيوس» إمام جالية فيلنيوس الرسمي قائلاً: «قد يستطيع المسلمون أن يستلموا الدعم المادي من الحكومة فقط عندما يضعون كلمة (السنة) في اسم جمعيتهم»، وإلا فإن جمعيتهم لن تعتبر واحدة من تسع منظمات رسمية محمية رسميًّا كـ«أديان تقليدية».
إضافة إلى ذلك فإن الحكومة الليتوانية تفترض أن المنظمة الدينية الإسلامية في ليتوانيا هي منظمة للتتار الليتوانيين، وبما أن الحكومة تخصص أموالاً للجاليات الدينية التقليدية التي تعترف بها؛ فإن التتار هم الذين يعتَبرون الممثلين الوحيدين للإسلام في ليتوانيا؛ لذلك فإنهم يتلقون دعمًا سنويًّا من الحكومة، ففي عام 1999 كانت حصتهم 18 آلاف ليتا (4500 دولار)، وفي عام 1998 كانت 20 ألف ليتا، وعلى كل حال، فإن المال ليس هو القضية هنا، ولو أنه لا يعتبر شيئًا إذا ما قورن بالمقاييس الليتوانية.
إن القضية هنا هي: من المعترَف به رسميًّا ومن -بالتالي- يتلقى الدعم من الحكومة، وقد أصبح الوضع أكثر تعقيدًا؛ لأن المال يعطى للجاليات التترية التي هي نفسها منظمات عرقية مستقلة.
في الوقت الحالي توجد خمس منظمات تترية مسجلة في جمهورية ليتوانيا، التي كانت تقسم الدعم المالي بين هذه المنظمات بالتساوي، ولم تكن مراكز الإفتاء (المفتيات) مبدئيًّا تعامَل على أنها إحدى هذه المنظمات؛ لذلك فإن أي دعم وصل فعليًّا للمفتيات كان نتيجة النية الطيبة للجاليات التترية، خصوصًا الجالية التترية في فيلنيوس، وهذا ما جعل المفتيات -وهي منظمة دينية- تعتمد كلِّيًّا على الجاليات التترية، التي هي جاليات عرقية.
أما في عام 2000 فقد تغيرت الأوضاع، تتلقى حاليًّا المفتيات المعونات مباشرة من الحكومة؛ إلا أن هذا الأمر أثار توترًا بين المفتيات والجاليات التترية؛ بالنسبة إلى مقدار المبلغ الذي تعطيه الحكومة للمسلمين التتار، والذي لم يزدد، وفي الحقيقة فإن الجاليات التترية الآن تحصل على مال أكثر، وهي بالتأكيد غير سعيدة بالتعديل الجديد لسياسة التوزيع، ومرة أخرى يطرح السؤال: من هو المدعوم من الحكومة؟ هل هم كل التتار (كأقلية عرقية)، أم التتار المسلمون، أم المسلمون في ليتوانيا (على الأقل السنيون)؟ وعلى مستوى الدولة فليس هناك موقف واضح، إن الوضع الذي كان سائدًا لعقد من الزمن كان مريحًا للجانبين؛ ولكنه اضطرب الآن.
وكما رأينا فإن الإسلام على مستوى نظام القضاء الليتواني يتعامل معه على أساس أنه دين عرقي، وإضافة إلى ذلك، على مستوى الجالية، فإن الإحساس الشعبي عند التتار الليتوانيين ضمنيًّا أن «إسلام ليتوانيا» يمثل التتار، وأن التتار هم الإسلام، ومثال على ذلك: هناك منظمتان منفصلتان في كاوناس، إحداهما «جالية مسلمي كاوناس الدينية»، والأخرى «الجالية التترية لمقاطعة كاوناس»؛ حيث إن أعضاء وقيادة هاتين المنظمتين واحدة، والأمور المتعامل معها مختلطة فيما بين المنظمتين، إن لم تكن هي في الغالب نفسها.
وخلال القرون جعل التتار المسلمون الإسلام تقليدهم الثقافي-العرقي، وحتى في هذه الأيام وفي صبيحة الظروف المتغيرة، ما زالوا يتمسكون بهذه الصفة، مدعومين كما رأينا من قبل الدولة، وهذا بالطبع يدفعهم للنزاع بينهم وبين المسلمين من بلدان أخرى، يفهم هذا من كلام أحد التتار المهتمين عندما قال: «هناك قضية تتطور عندما يتذكر التتار أصولهم ودينهم مرتين في السنة –خلال عيدي الفطر والأضحى، في صلاة الجمعة في مسجد كاوناس -مثلاً- هناك كثير من المسلمين وللأسف ليسوا تترًا ولكنهم طلاب من دول الشرق الأوسط». يبدو من هذا الكلام أن الطلاب المسلمين هم الذين يمارسون الإسلام في ليتوانيا وليس المقيمون؛ لذلك فإن وجود هؤلاء الطلاب مرغوب فيه لحدود معينة، فهم يستخدمون في تعليم أولاد التتار وخصوصًا اللغة العربية، وليس لهؤلاء الطلاب في الجالية والمفتيات كلمة أو ممثلون عنهم، وإضافة إلى ذلك فإن المسلمين غير التتر والمقيمين في ليتوانيا ليس لهم جمعية دينية مسجلة.
إن الجريدة الشهرية للتتار الليتوانيين تعكس الانطباع المتغير لدى المسلمين المحليين التتار نحو إخوانهم الأجانب، وإلى عهد قريب لم تكن هناك أي إشارة تدل على الامتعاض من المسلمين الأجانب؛ ولكن هذا بدأ يتغيَّر؛ حيث إن بعض التتار أصبح لديه احتراز نحو المسلمين الأجانب المقيمين في ليتوانيا؛ وهذا منعكس في تصريح الرئيس السابق لاتحاد جاليات تتر ليتوانيا، جوناس ريدزْفانوفيكيوس، عندما حذر من التزاوج بين المسلمين غير التتر والفتيات الليتوانيات.
يشير ريدزْفانوفيكيوس إلى أنه على التتار أن يحتفظوا بدينهم لأنفسهم ولا يشاركوا فيه أحدًا، من ناحية أخرى شعر بالأسف أن قليلاً من التتار من يأتي إلى المسجد لأداء صلاة الجمعة، وفي مناسبة أخرى أعلن ريدزْفانوفيكيوس أن «على التتار المحليين أن يكون لهم الدور الرئيسي في المسجد، لا أن يردُّوه للغرباء، المسجد تابع للتتار المحليين وليس للعرب».، وكما ذكر آنفًا فإن المساجد المفتوحة في ليتوانيا لا يعتنى بها من قبل التتار بل هم يمتلكونها.
وصل التوتر والصراع الخفي على السلطة والقوة في الجالية الإسلامية الليتوانية إلى أقصاه عند وصول إمام جديد أرسل من قبل تركيا، وحين رغب المفتي الليتواني أن يأخذ على عاتقه دور الإمام بإمامة الصلوات الجماعية وإلقاء خطبة الجمعة بنفسه، اعترض بعض الأتراك الحاضرين في المسجد على أساس أن الصلاة يجب أن تؤدى من قبل من يعرف قراءة القرآن بشكل جيد، (مضمنًا بكلامه أن المفتي غير قادر على القيام بها بشكل مقبول)، وقد أجاب المفتى عن هذا أن على المحليين (التتار) أن يؤموا في الصلاة ويتعلموا كيف يفعلون، وإلا فإنهم سيبقون غرباء في مساجدهم.
إذا كانت هذه الرواية صحيحة فإنها تقترح عدة نقاط للنقاش حول وجود ووضْعِ الأقليات المسلمة في ليتوانيا اليوم.
ومن العدل أن نلاحظ أن التتار الليتوانيين يُعَرِّفون بأنفسهم -بشكل جزئي- مع الأتراك، ولعل هذا يكمن في الاهتمام التركي والمشاركة الفعالة في شؤون التتار (إمام تركي، أدب إسلامي تركي، تعليمات باللغتين التركية والعربية، إصلاح المساجد بأموال تركية..)، ومع ذلك فإن هناك بعدًا تاريخيًّا لهذا الأمر، فإن التتار كانوا دائمًا يعتبرون أنفسهم أقرباء الأتراك، وبينما العرب والباكستانيون المسلمون في ليتوانيا ينظمون احتفالاتهم بشكل مستقل، فإن الأتراك يحبذون مشاركة التتار في احتفالاتهم -خاصة- بعيدي الفطر والأضحى.

## خاتمة
إن المسلمين في ليتوانيا ليسوا بدعًا من القول، وإنما لهم تاريخ طويل هناك؛ ولكن تغير طبيعة الوجود الإسلامي في البلد يطلق تحديات للجالية التترية الإسلامية الليتوانية الأصلية؛ بل وللمجتمع الليتواني ككل وللحكومة.
يجب أن توجد سبل جديدة للتعامل مع التاريخ الماضي والحالة الحاضرة لتناسب كل الجهات، إن ليتوانيا بدأت تنفتح على العالم، وهي بالفعل تحتاج إلى الخبرة للتعامل مع السكان ذوي الأديان والثقافات المتعددة، كيف ستستمر الدولة الليتوانية بالتعامل مع الوجود الجديد للإسلام على أرضها، يبقى أن يرى في المستقبل، ومع ذلك فهناك بعض المشاكل قد ظهرت، أولها وأشدها إلحاحًا هي الوضع النظامي للمسلمين (من غير التتر) في ليتوانيا، في الوقت الذي ضمن التتار وضعهم كممثلين عن الإسلام فيها، فإن المسلمين من غير التتر جرت تنحيتهم، إلا أن يستسلموا للجاليات التترية الليتوانية، وكما رأينا في النقاش أعلاه فإن هذا الأمر غير مرحب به بين التتار أنفسهم، وهكذا فإن القادمين الجدد عليهم أن يجدوا طريقهم في أن ينقشوا محرابًا للإسلام غير المحراب التتري الليتواني.
هناك أمر واضح، وهو أنه لا بد أن يكون هناك انعكاس للوضع الراهن بالنسبة إلى وجود الإسلام والمسلمين في ليتوانيا، هذا الانعكاس جوهري بالنسبة إلى التتار الليتوانيين أنفسهم وللدولة الليتوانية على عدة مستويات أيضًا: قضائيًّا ثم اجتماعيًّا. هنا قد يستطيع الدارسون الليتوانيون وغير الليتوانيين أن يساهموا بشكل ملحوظ في الحث على التفكير المتطلب من خلال تحضير بيئة لقرارات محكمة تأخذها الأطراف المهتمة على عاتقها بشكل جدي.

## خبر مترجم من اللغة الأذرية
- ((العائلة الإسلامية أفضل نموذج لأوروبا))*

انتقدت السيدة «فاريا فيك-فريبرج» –رئيسة جمهورية «ليتوانيا» السابقة– نموذج العائلة الأوروبية الحديثة، ودعت أوروبا للاقتداء بمحاسن المجتمع الإسلامي فيما يخص الأمور العائلية.
ففي حديث «فيك-فريبرج» لمجلة «سيستديانا» قالت: إن النساء في أوروبا الحديثة لا يردن أن يصبحن أمهات، وذلك لعدة أسباب يتحمل مسؤوليتها الرجال، وقالت:
في مجتمعنا هذا لا تعبأ النساء بأزواجهن ولا بشعورهم بالمسؤولية؛ لذلك يتجنبن أن يصرن أمهات، أما في المجتمعات متعددة الزيجات يؤمن الرجل لزوجته وأبنائه جميع احتياجاتهم المادية والمعنوية في إطار رباط الزواج المقدس، ومع الأسف في مجتمعنا لا نثق في أن يقدم الأب لأبنائه كافة الإجابات عن تساؤلاتهم.
وقالت أيضًا الرئيسة السابقة: إن طريق الخروج من هذه المشكلة هو نقل الموروثات الثقافية لهذه المجتمعات؛ حيث إن الصورة في المجتمع الإسلامي تختلف كليًّا عنها في أوروبا، وأكدت «فريبرج» -البالغة من العمر 75 عامًا- أنها تعطي قيمة عالية لثراء التراث الثقافي الإسلامي.

## وصلات خارجية
مواقع لمسلمي ليتوانيا:
- http://www.islamas.lt
- https://web.archive.org/web/20050824081429/http://www.musulmonai.lt/